# Chrysopa slossonae
Chrysopa slossonae är en insektsart som beskrevs av Banks 1924. Chrysopa slossonae ingår i släktet Chrysopa och familjen guldögonsländor. Inga underarter finns listade i Catalogue of Life.